# Бъфало (окръг, Небраска)
Вижте пояснителната страница за други значения на Бъфало.
Окръг Бъфало (на английски: Buffalo County) е окръг в щата Небраска, Съединени американски щати. Площта му е 2525 km², а населението - 42 259 души (2000). Административен център е град Кърни.